# 合肥市第六中學
合肥市第六中学创办于1954年，1978年定为合肥市重点中学，1980年成为25所首批安徽省重点中学之一，2000年成功评定为首批安徽省示范高中。是一所有着深厚教育文化底蕴和优秀办学成果的老牌示范高中。

## 历史
- 1954年3月创办，校名为合肥市第四初级中学。
- 1956年易名为合肥市第六中学；
- 1958年由初级中学改为完全中学，同年秋季高中招生；
- 1960年改为合肥市科技学校；
- 1961年重新恢复为合肥市第六中学；
- 1963年，撤销高中，同年高中停止招生；
- 1969年学校下迁长丰县，处于瘫痪状态；
- 1969年合肥农药厂接管六中校舍，筹办向阳中学，组织学生复课；
- 1976年恢复现名；
- 1978年被评定为合肥市重点中学；
- 1980年被定为安徽省重点中学；
- 2000年被首批评定为安徽省示范高中；
- 从2009年秋季开学起，将合肥四中整建制并入，成为六中的中校区，同年将合肥一中原址纳入作为南校区，六中原址为北校区。 学校现有教学班99个，在校学生约5700人，教职工278人。学校占地面积146302㎡，建筑面积92688㎡，绿化面积62060㎡，绿化覆盖率为57.1%。有计算机870台、有电脑管理的图书馆，藏书96840册，有标准塑胶田径场3个、室内体育馆2个、运动场馆面积达27614万平方米。[2]
- 2011年，合肥六中与美国绿河社区学院合作，共同创建了留学美国“2+1+1+2”学制“中美直升班”项目。
- 2012年11月9日，北京化工大学授予学校“优秀生源基地”称号。
- 2014年迎来60周年校庆，并于10月2日举行校庆典礼。
- 2015年6月6日，澳大利亚艾文豪精英学校（IvanhoeGrammarSchool）到学校访问，签署了友好合作备忘录，双方将在师生交流、师资培训、国际课程开发等方面建立合作。
- 2022年2月，合肥六中新校区项目正在进行装饰安装工程和室外工程施工，计划2022年6月30日竣工验收，秋季开学投入使用。

现任校长：李斌
副校长：牛和荣、孔祥斌、夏海波、章伟、李勇、陆晓山、裴罕

## 成就
- 在2013年的高校自主招生考试中，合肥六中继续稳居安徽省第二位，高校保送生人数居合肥市第二位。2013年高考，合肥六中共有4位同学名列全省前100名；其中，袁爽同学以裸分652分，名列理科全省第24名、全市第7名，被清华大学录取；董秋童同学以裸分635分，名列文科全省第12名、全市第3名，被北京大学录取：以上两位同学均为本市籍应届毕业生的最好成绩。全校共有6个班本科达线率100%，其中4个班一本达线率100%。全校一本达线率、二本达线率、三本达线率全面超越本届预设高考目标，均位于全省前列，在本届参加全市均衡派位的学生群体中处于领先位置。[2]
- 2013年，合肥六中通过高校自主招生考试人数居安徽省第二[4]
- 2015年，学校文科一本达线率为62.4%，二本率90.5%，三本率98.2%；理科一本达线率为68.8%，二本率90.8%，三本达线率96%；文理科一本、二本达线率较2014年提高超过10个百分点；文科650分以上16人，理科600分以上416人。
- 2017年高考：一本达线人数1277人(不含艺体报考人数1392人)其中：2017年文科一本达线率93.21%(2016年80.11%)2017年理科一本达线率91.37%(2016年77.13%)

## 师资力量
- 截至2011年11月，学校拥有教职工278人，其中专任教师219人，高级教师105人，国家级教学名师3人，特级教师5人，省级教坛新星13人，市专业技术拔尖人才和市学科带头人10人，市级骨干教师29人、教育硕士24人；高级职称的教师占教师比例50%，教师学历达标率99.68%。
  - 特级教师
    - 中学地理特级老师：王勇
    - 中学英语特级教师：夏海波、虞哲
    - 中学语文特级教师：胡成方
    - 中学物理特级教师：万德华

## 英才校友
- 张庆军 合肥市市长、市委副书记。
- 余声 第59届世界小姐比赛中国赛区冠军。
- 李长才 中国人民解放军上将。
- 苏平凡 安徽省人大常委会副主任、党组副书记。
- 高福明 安徽省人大常委会副主任、党组成员。
- 李红 共青团安徽省委书记、党组书记。
- 周军 合肥工业大学党委副书记、纪委书记。
- 王家琰 中国书法家协会会员，安徽书法家协会理事。
- 胥午梅 中央电视台主持人。[5]
- 张扬 安徽省青年作家

## 校区

### 合肥市第六中学北区（百花井校区）
地址：安徽省合肥市庐阳区寿春路252号
该校区为合肥市第六中学的本部，目前用作高三教学。计划于2023届高三生毕业后停用。

### 合肥市第六中学菱湖校区
地址：合肥市庐阳区连水路(恒盛皇家花园1期北侧约150米)
该校区2022年九月投入使用。
菱湖校区建筑面积约21.8万平米，办学规模为120个教学班，可容纳6000名学生。校区内部采用立体平台贯穿校内8个重点单体建筑的模式，通过立体平台，师生可以简便地行走于各个主要建筑单体之间。
校园住宿区可满足4500人的住宿需求，宿舍楼每层均配备多个公共卫生间、近百个淋浴喷头。综合服务楼就位于男女生住宿区之间，内有便利超市、面包房、休息吧等。
学生在校期间食宿便捷无忧，可自主选择住宿、走读。同时，多条城市公交途径校区，轨道交通5号线和8号线在菱湖校区站交会。

### 合肥市第六中学南区（三孝口校区）
地址：三孝口长江路397号
校区于2009年九月投入使用，位于三孝口CBD旁合肥一中旧址；继承了老一中校园的基础设施，主要包括标准的400米跑道体育场，以及2004年建成的教学大楼；目前用作高二年级教学。计划于2024届高三生毕业后停用。
时任校长李斌曾在多个场合强调“一校三区”的办学格局，此三区为刚投入使用的菱湖校区、即将停用的百花井校区和尚在规划的新桥校区，不包括三孝口校区，并且自高二开学即菱湖校区投入使用以来，时任校长李斌几乎没有来过三孝口校区。这一系列行为引发三孝口校区的学生的不满。

### 合肥市第六中学中区
地址：安徽省合肥市庐阳区蒙城路22号
校区于2009年投入使用，原合肥四中整建制并入合肥市第六中学，校区坐落在老合肥城西片，西南背北，东与庙街（今城隍庙市场内步行街）相接，西与庐州府署（今博物馆）为邻，南与府学街（今安庆路，解放前叫后大街）紧连，北与老城隍庙隔街（庙后街）而望；校园占地总面积约在45至50亩之间。
已停用。

### 合肥市第六中学新桥校区
规划地址：合肥经开区新桥科技创新示范区空港国际小镇
根据合肥市建设部门此前发布的消息，合肥六中新桥校区位于合肥经开区新桥科技创新示范区空港国际小镇，总占地面积约218亩，建筑面积暂定18万平方米（其中地上建筑面积约14万平方米，地下建筑约4万平方米）；办学规模为96个教学班，学生人数合计约4800人，学校为全寄宿制高中。学校具有各功能用房，主要包括教学及辅助用房、行政管理及教研用房、后勤及生活用房、体育运动设施以及相应的围墙大门等设施，并建设配套的校园道路广场、室外供配电、室外管网综合、景观绿化、智能校园等。学校北侧公共绿地面积约19亩，结合学校同步设计。目前，该项目设计总承包正在招标。

## 友好学校
- 合肥一中
- 合肥八中
- 安庆一中
- 芜湖一中
- 铜陵一中
- 蚌埠二中
- 马鞍山二中
- 淮北一中
- 安师大附中
- 国防科技大学
- 合肥市第四十五中学

## 争议
合肥六中在2022年上半年以疫情为理由，拒绝学生在午间静校和晚自习前外出吃饭，以帮助学校食堂牟利，此举引发诸多学生不满。
合肥六中在高二直接取消音乐和美术课程，此举不符合学生利益和有关部门要求。
合肥六中以疫情为由，拒绝举办各类活动，导致学生精神崩溃。
时任校长李斌曾在多个场合强调“一校三区”的办学格局，此三区为刚投入使用的菱湖校区、即将停用的百花井校区和尚在规划的新桥校区，不包括三孝口校区，并且自高二开学即菱湖校区投入使用以来，时任校长李斌几乎没有来过三孝口校区。这一系列行为引发三孝口校区的学生的不满。
合肥六中在2021年招生时，受利益因素影响，宣布2021级学生三年在三孝口校区学习。此举引发2021级广大学生不满。